# Chaudi
 (novembre 2020).
Chaudi est une ville de l'Inde, située dans l'état de Goa, dans le district de Goa Sud où elle est le chef-lieu et la ville la plus développée et peuplée de la taluka de Canacona. Elle est située à 2,5 km à l'est des plages de Palolem, Collomb et Patnem, ainsi qu'à approximativement 10 km au sud-est d'Agonda. Elle est également proche des parcs naturels de Netravali Wildlife Sanctuary et Cotigao Wildlife Sanctuary, ainsi que du temple Mallikarjun.
La petite ville se situe à 33 km au sud de Margao sur l'axe autoroutier NH17/NH66 qui relie Bombay à Margao, puis Margao à Karwar. L'essentiel des services qu'offre habituellement une ville occidentale typique sont disponibles à Chaudi (pharmacie, médecin, supermarché, banque, poste, vendeur et réparateurs de téléphones…).
Une gare de la ligne de la Konkan Railways se situe à 1,5 km au nord-est de Chaudi. Un service de bus la relie à Margao, Karwar et Panaji.